# Список глав ДР Конго

Штандарт президента ДР Конго

Список глав Демократической Республики Конго включает лиц, являвшихся главой государства ДР Конго после провозглашения в 1960 году независимой республики, а также монарха существовавшего в конце XIX — начале XX веков номинально суверенного государства и глав сепаратистских и альтернативных государственных образований периода конголезского кризиса. В связи с наличием на политической карте мира Республики Конго принято при использовании краткого наименования различать две страны с названием Конго указывая их столицы (Браззавиль и Киншасу соответственно).
В настоящее время главой Демократической Республики Конго является избираемый прямым голосованием на пятилетний срок (с правом однократного переизбрания) Президент Республики (фр. Président de la République). В действующей конституции, обнародованной в 2006 году, посту президента посвящены статьи с 69 по 89, по которым президент является гарантом нормального и непрерывного функционирования государственных органов, национальной независимости и территориальной целостности, следит за сохранением и уважением национального суверенитета как внутри страны, так и за её пределами, является гарантом национального единства.
Использованная в первом столбце таблиц нумерация является условной; также условным является использование в первом столбце цветовой заливки, служащей для упрощения восприятия принадлежности лиц к различным политическим силам без необходимости обращения к столбцу, отражающему партийную принадлежность. В столбце «Выборы» отражены состоявшиеся выборные процедуры или иные основания получения полномочий. Для удобства список разделён на принятые в историографии периоды истории страны. Приведённые в преамбулах к каждому из разделов описания этих периодов призваны пояснить особенности её политической жизни.

## Независимое государство Конго (1885—1908)
В 1876 году по инициативе короля Бельгии Леопольда II была создана Международная африканская ассоциация (с 1879 года — Международная ассоциация Конго), главной целью которой был захват территорий бассейна реки Конго. В последующие годы посредством договоров, заключённых между бельгийскими эмиссарами и местными вождями, Леопольду II удалось установить контроль над левобережьем Конго. 26 февраля 1885 года по решению Берлинской конференции захваченные территории были признаны личным владением Леопольда II. До 29 мая страной управлял президент Международной ассоциации Конго (фр. Président de l’Association Internationale du Congo) Максимилиан Штраух. 29 мая 1885 года Конго было провозглашено номинально независимым государством, правителем которого стал суверен (фр. Souverain de l’État Indépendant du Congo) Леопольд II, назначавший своими представителями в стране генерал-губернаторов. Завоевание земель правобережья реки Конго завершилось лишь к концу XIX века. В начале XX века в европейской прессе развернулась кампания против злоупотреблений режима Леопольда II. 15 ноября 1908 года суверен был вынужден уступить права на Конго государству — его личное владение преобразовывалось в колонию Бельгии.
| Портрет | Имя (годы жизни) | Полномочия      | Полномочия     | Наименование должности/титула                                                                   | Пр.           |
| Портрет | Имя (годы жизни) | Начало          | Окончание      | Наименование должности/титула                                                                   | Пр.           |
| ------- | --- | --------------- | -------------- | ----------------------------------------------------------------------------------------------- | ------------- |
|         | Максимилиан Шарль Фердинанд Штраух (1829—1911) фр. Maximilien Charles Ferdinand Strauch                                                                              | 23 февраля 1885 | 29 мая 1885    | Президент Международной ассоциации Конго фр. Président de l’Association Internationale du Congo | [ 8 ] [ 9 ]   |
|         | Леопольд II (1835—1909) фр. Léopold II (урожд. Леопольд-Луи-Филипп-Мари-Виктор де Саксен-Кобург-Готта фр. Léopold-Louis-Philippe-Marie-Victor de Saxe-Cobourg-Gotha) | 29 мая 1885     | 15 ноября 1908 | Суверен Независимого государства Конго фр. Souverain de l’État Indépendant du Congo             | [ 10 ] [ 11 ] |

## Республика Конго (1960—1964)

Подконтрольные территории:
Центр. пр-во СР Конго
Катанга Юж. Касаи

30 июня 1960 года на фоне деколонизации Африки король бельгийцев Бодуэн провозгласил Бельгийское Конго суверенной Республикой Конго (фр. République du Congo). На заседании Национальной ассамблеи (нижней палаты парламента, сформированного 22 мая 1960 года), Президентом нового государства был избран лидер консервативной партии АБАКО Жозеф Касавубу, а премьер-министром — лидер получившей парламентское большинство фракции Национального движения Конго Патрис Лумумба.
С первых дней независимости Конго охватил продолжительный политический кризис, принявший форму гражданской войны и сепаратизма провинций. Его началом послужил вспыхнувший 5 июля мятеж Общественных сил (фр. Force Publique), являвшихся жандармерией и вооружёнными силами в колониальный период, с первоначальными требованиями африканизации офицерского состава, но переросший в массовое насилие над белым населением и его грабежи. С целью защиты гражданских лиц 9 июля Бельгией были высажены десанты, вступление её сил в столицу Леопольдвиль и другие крупные города было поддержано президентом Касавубу, но встретило сопротивление Конголезской национальной армии, созданной по приказу Лумумбы из Общественных сил. Бельгийские гарантии социальной инкорпорации для пожелавших вернуться в бывшую метрополию лиц европейского происхождения вызвали отъезд десятков тысяч работников государственного аппарата. Его дезорганизация, экономический и националистический сепаратизм провинций, традиционно стремящихся к широкой автономии, идеологические противоречия между сформировавших центральное правительство политических сил, иностранная поддержка которых отражала межблоковое противостояние периода холодной войны, привело к стремительному распаду государства. Крупнейшими государственными образованиями, возникшими в период кризиса на территории страны, стали Катанга (), Южное Касаи () и Свободная Республика Конго (). Активной стороной конголезского кризиса являлись международные силы (ONUC), созданные принятой 14 июля 1960 года после обращения президента и правительства страны резолюцией Совета Безопасности ООН 143 для оказания военной помощи для защиты её территории. После восстановления контроля общенациональным правительством 1 августа 1964 года была принята новая конституция, изменившая название страны на «Демократическую Республику Конго».
|        | Портрет | Имя (годы жизни)                                | Полномочия   | Полномочия     | Партия                | Наименование должности                              | Пр.           |
| Начало | Портрет | Имя (годы жизни)                                | Окончание    |                | Партия                | Наименование должности                              | Пр.           |
| ------ | ------- | ----------------------------------------------- | ------------ | -------------- | --------------------- | --------------------------------------------------- | ------------- |
| 1      |         | Жозеф Касавубу (1910—1969) фр. Joseph Kasa-Vubu | 30 июня 1960 | 1 августа 1964 | Альянс народа баконго | Президент Республики фр. Président de la République | [ 20 ] [ 21 ] |

### Государство Катанга (1960—1963)
Государство Катанга (фр. État du Katanga; суахили Inchi ya Katanga) — непризнанное государство на юге Конго, созданное сецессией провинции Катанга, в которой после состоявшихся 22 мая 1960 года выборов 16 июня было сформировано провинциальное правительство во главе с лидером правой сепаратистской Конфедерации племенных объединений Катанги Моизом Чомбе. Обвинив кабинет Патриса Лумумбы в приверженности социалистической идеологии и планировании национализации, 11 июля 1960 года Чомбе объявил о выходе провинции из состава Конго, получив поддержку бельгийского Горнодобывающего союза Верхней Катанги, исполнившего авансом налоговые обязательства, что обеспечило функционирование полноценного государственного аппарата. 5 августа была обнародована конституция, согласно которой Чомбе стал президентом страны. Принятие 21 февраля 1961 года Советом Безопасности ООН резолюции 161, разрешающей международным силам (ONUC) применение военной силы послужило проведению в Кокийявиле конференции лидеров Конго. По её завершении 26 апреля Чомбе и катангский министр иностранных дел Эварист Кимба Мутомбо были помещены под домашний арест, но отпущены 22 июня после их обещания реинтегрировать провинцию в страну (в период их ареста полномочия президента были возложены на министерский триумвират). Последующее невыполнение обещаний привело к принятию 24 ноября 1961 года Советом Безопасности ООН резолюции 169, усилившей мандат ONUC в части любых действий, обеспечивающих прекращение сепаратистской деятельности в Катанге. Руководствуясь ею, командование ONUC дало инструкции войскам «положить конец сопротивлению политике ООН со стороны Катанги путём уничтожения жандармерии и прочих отрядов сопротивления её деятельности». Начатая ими 28 декабря 1962 года операция «Грандслам» в первый же день привела к занятию Элизабетвиля с президентским дворцом. Укрывшийся в городе Колвези Чомбе направил 15 января 1963 года Генеральному секретарю ООН У Тану письмо со словами: «Я готов немедленно заявить всему миру, что отделение Катанги окончилось», через день был подписан документ о капитуляции, предоставивший амнистию Чомбе и его соратникам.
Курсивом и серым цветом выделены даты начала и окончания полномочий лиц, сформировавших министерский триумвират в период ареста Моиза Чомбе центральными властями Конго.
|                | Портрет | Имя (годы жизни)                                         | Полномочия   | Полномочия                                 | Партия                                     | Выборы | Наименование должности                                                                         | Пр.           |
| Начало         | Портрет | Имя (годы жизни)                                         | Окончание    |                                            | Партия                                     | Выборы | Наименование должности                                                                         | Пр.           |
| -------------- | --- | -------------------------------------------------------- | ------------ | ------------------------------------------ | ------------------------------------------ | --- | ---------------------------------------------------------------------------------------------- | ------------- |
|                | | Моиз Капенда Чомбе (1919—1969) фр. Moïse Kapenda Tshombe | 11 июля 1960 | 8 августа 1960                             | Конфедерация племенных объединений Катанги | [ комм. 6 ] | Президент Временного правительства Катанги фр. Président du Gouvernement provisoire du Katanga | [ 30 ] [ 31 ] |
| 8 августа 1960 | 15 января 1963 | Моиз Капенда Чомбе (1919—1969) фр. Moïse Kapenda Tshombe | [ комм. 7 ]  | Президент Катанги фр. Président du Katanga | Конфедерация племенных объединений Катанги | |                                                                                                | [ 30 ] [ 31 ] |
|                | Мвами Мвенда Мсири Шьомбека ве Шало Годфруа Мунонго (1925—1992) фр. Mwami Mwenda M'siri Shyombeka We Shalo Godefroid Munongo | 26 апреля 1961                                           | 22 июня 1961 | [ комм. 8 ]                                | Конфедерация племенных объединений Катанги | Министр внутренних дел фр. Ministre de l'Intérieur                                                                   | [ 24 ] [ 32 ]                                                                                  |               |
|                | Жан-Батист Кибве Пампала (1924—2008) фр. Jean-Baptiste Kibwe Pampala                                                         | 26 апреля 1961                                           | 22 июня 1961 | [ комм. 8 ]                                | Конфедерация племенных объединений Катанги | Министр финансов, Вице-президент Совета министров фр. Ministre des Finances, Vice-Président du Conseil des Ministres | [ 24 ] [ 33 ]                                                                                  |               |
|                | Жозеф Кивеле (1912—1961) фр. Joseph Kiwele                                                                                   | 26 апреля 1961                                           | 22 июня 1961 | [ комм. 8 ]                                | Конфедерация племенных объединений Катанги | Министр образования фр. Ministre de l'éducation                                                                      | [ 24 ] [ 34 ]                                                                                  |               |

### Южное Касаи (1960—1961)
Южное Касаи (фр. Sud-Kasaï) — непризнанное сепаратистское государственное образование, полунезависимое в период с 1960 по 1961 год. Формально оно декларировало автономный статус в составе Конго, но фактически обладало полным суверенитетом и находилось в вооружённом противостоянии с центральным правительством. Его создание было начато односторонним выделением 14 июня 1960 года из провинции Касаи территорий, преимущественно населённых народом луба (где была сосредоточена добыча алмазов), с созданием Горнодобывающей провинции (фр. Province minière), которая 9 августа оформилась как Горнодобывающее государство Южное Касаи (фр. État Minier du Sud-Kasaï). Его президентом стал Альбер Калонджи, возглавляющий радикальную фракцию Национального движения Конго, оппозиционную фракции премьер-министра Конго Патриса Лумумбы. Декларируя общеконголезский федерализм, Калонджи преобразовал возглавляемое государство 8 апреля 1861 года в Федеративное государство Южное Касаи (фр. État Fédéré du Sud-Kasaï), а затем 1 июня 1961 года — в Федеративное королевство Южное Касаи (фр. Royaume Fédéré du Sud-Kasaï), чему предшествовало провозглашение племенной знатью 12 апреля его отца мулопве (монархом). В тот же день титул был передан Калонджи, который отказался 16 апреля от статуса члена королевской семьи, но пожизненно сохранил титул и вскоре придал монархические черты государственной атрибутике. К концу 1961 года после нескольких месяцев боёв войска конголезского правительства установили контроль над Южным Касаи и 30 декабря 1961 года арестовали Калонджи, объявив о реинтеграции провинции
|                | Портрет         | Имя (годы жизни) | Полномочия     | Полномочия                                                                                     | Партия                      | Выборы       | Наименование должности                                                                            | Пр.           |
| Начало         | Портрет         | Имя (годы жизни) | Окончание      |                                                                                                | Партия                      | Выборы       | Наименование должности                                                                            | Пр.           |
| -------------- | --------------- | --- | -------------- | ---------------------------------------------------------------------------------------------- | --------------------------- | ------------ | ------------------------------------------------------------------------------------------------- | ------------- |
|                |                 | Альбер Калонджи (1929—2015) фр. Albert Kalonji с 1 марта 1961 г. Альбер Калонджи Дитунга фр. Albert Kalonji Ditunga с 12 апреля 1961 г. Альбер I Калонджи Дитунга фр. Albert I Kalonji Ditunga | 9 августа 1960 | 8 апреля 1961                                                                                  | Национальное движение Конго | [ комм. 10 ] | Президент Горнодобывающего государства Южное Касаи фр. Président de l'état Minier du Kasaï du Sud | [ 35 ] [ 36 ] |
| 8 апреля 1961  | 12 апреля 1961  | Альбер Калонджи (1929—2015) фр. Albert Kalonji с 1 марта 1961 г. Альбер Калонджи Дитунга фр. Albert Kalonji Ditunga с 12 апреля 1961 г. Альбер I Калонджи Дитунга фр. Albert I Kalonji Ditunga | [ комм. 11 ]   | Президент Федеративного государства Южное Касаи фр. Président de l'état Fédéré du Kasaï du Sud | Национальное движение Конго |              |                                                                                                   | [ 35 ] [ 36 ] |
| 12 апреля 1961 | 1 июня 1961     | Альбер Калонджи (1929—2015) фр. Albert Kalonji с 1 марта 1961 г. Альбер Калонджи Дитунга фр. Albert Kalonji Ditunga с 12 апреля 1961 г. Альбер I Калонджи Дитунга фр. Albert I Kalonji Ditunga | [ комм. 12 ]   | Мулопве Федеративного государства Южное Касаи фр. Mulopwe de l'état Fédéré du Kasaï du Sud     | Национальное движение Конго |              |                                                                                                   | [ 35 ] [ 36 ] |
| 1 июня 1961    | 30 декабря 1961 | Альбер Калонджи (1929—2015) фр. Albert Kalonji с 1 марта 1961 г. Альбер Калонджи Дитунга фр. Albert Kalonji Ditunga с 12 апреля 1961 г. Альбер I Калонджи Дитунга фр. Albert I Kalonji Ditunga | [ комм. 14 ]   | Мулопве Федеративного королевства Южное Касаи фр. Mulopwe du Royaume Fédéré du Kasaï du Sud    | Национальное движение Конго |              |                                                                                                   | [ 35 ] [ 36 ] |

### Свободная Республика Конго (1960—1962)
Свободная Республика Конго (фр. République Libre du Congo) было недолговечным частично признанным правительством, функционировавшим в восточной части Конго, оспаривавшим у центрального правительства в Леопольдвиле право представлять страну в целом. После смещения 5 сентября 1960 года Патриса Лумумбы с поста премьер-министра занимавший в его правительстве пост вице-премьера Антуан Гизенга выехал в Стэнливиль, где 12 декабря объявил о создании новой законной власти Конго. К 20 февраля 1961 года Свободная Республика Конго была признана Объединённой Арабской Республикой, Ганой, Гвинеей, Временным правительством Алжира, Марокко, Советским Союзом, КНР, Монголией, Польшей, ГДР, Югославией, Албанией, Болгарией, Венгрией, Кубой и Ираком.
Делегаты обоих правительств 13 июня 1961 года встретились в Леопольдвиле при посредничестве ООН и подписали соглашение о проведении конференции для обсуждения будущего Конго. Ко 2 августа новое коалиционное правительство было сформировано, Гизенга был в него включён в качестве первого заместителя премьер-министра, однако остался в Стэнливиле, сделав 6 августа заявление о признании сформированного кабинета.
|        | Портрет | Имя (годы жизни)                               | Полномочия      | Полномочия     | Партия                      | Выборы       | Наименование должности               | Пр.           |
| Начало | Портрет | Имя (годы жизни)                               | Окончание       |                | Партия                      | Выборы       | Наименование должности               | Пр.           |
| ------ | ------- | ---------------------------------------------- | --------------- | -------------- | --------------------------- | ------------ | ------------------------------------ | ------------- |
|        |         | Антуан Гизенга (1925—2019) фр. Antoine Gizenga | 12 декабря 1960 | 5 августа 1961 | Национальное движение Конго | [ комм. 17 ] | Премьер-министр фр. Premier ministre | [ 40 ] [ 41 ] |

## Демократическая Республика Конго (1964—1971)
1 августа 1964 года была принята новая конституция, изменившая название страны на Демократическую Республику Конго (фр. République Démocratique du Congo). 25 ноября 1965 года в результате вооружённого переворота к власти пришёл Жозеф-Дезире Мобуту. Армейское командование запретило деятельность всех политических организаций и партий, провело ряд административных реформ, направленных на укрепление власти центрального правительства. В конце 1960-х годов Мобуту была принята доктрина т. н. «подлинного заирского национализма», в которой декларировалось экономическая самостоятельность страны. 27 октября 1971 года на совместном заседании правительства и Политбюро Народного движения революции было принято новое название страны — «Республика Заир».
|        | Портрет        | Имя (годы жизни)                                         | Полномочия      | Полномочия                  | Партия                | Выборы       | Наименование должности                              | Пр.           |
| Начало | Портрет        | Имя (годы жизни)                                         | Окончание       |                             | Партия                | Выборы       | Наименование должности                              | Пр.           |
| ------ | -------------- | -------------------------------------------------------- | --------------- | --------------------------- | --------------------- | ------------ | --------------------------------------------------- | ------------- |
| (1)    |                | Жозеф Касавубу (1910—1969) фр. Joseph Kasa-Vubu          | 1 августа 1964  | 25 ноября 1965              | Альянс народа баконго | [ комм. 19 ] | Президент Республики фр. Président de la République | [ 20 ] [ 21 ] |
| 2 (I)  |                | Жозеф-Дезире Мобуту (1930—1997) фр. Joseph-Désiré Mobutu | 25 ноября 1965  | 5 декабря 1970              | военный               | [ комм. 20 ] | Президент Республики фр. Président de la République | [ 42 ] [ 43 ] |
|        | 5 декабря 1970 | Жозеф-Дезире Мобуту (1930—1997) фр. Joseph-Désiré Mobutu | 29 октября 1971 | Народное движение революции | 1970                  |              | Президент Республики фр. Président de la République | [ 42 ] [ 43 ] |

### Народная Республика Конго (1964—1965)
В октябре 1963 года сторонники низложенного Лумумбы создали Национальный совет освобождения — руководящий орган повстанческого движения. В апреле 1964 года Совет сформировал Народную армию освобождения, которая к августу взяла под контроль 2/3 территории страны. 7 сентября повстанцы провозгласили образование Народной Республики Конго (фр. République Populaire du Congo) со столицей в Стэнливиле. В ноябре в результате операции «Красный дракон», осуществлённой при поддержке иностранных сил, самопровозглашённая республика была ликвидирована (правительство в изгнании просуществовало до августа 1965 года).
|        | Портрет | Имя (годы жизни)                                                                  | Полномочия      | Полномочия     | Партия                          | Наименование должности                                                                                          | Пр.           |
| Начало | Портрет | Имя (годы жизни)                                                                  | Окончание       |                | Партия                          | Наименование должности                                                                                          | Пр.           |
| ------ | ------- | --------------------------------------------------------------------------------- | --------------- | -------------- | ------------------------------- | --- | ------------- |
|        |         | Кристоф Гбение (1927—2015) фр. Christophe Gbenye                                  | 7 сентября 1964 | 27 мая 1965    | Национальное движение Конго     | Президент Народной Республики Конго фр. Président de la République Populaire du Congo                           | [ 44 ] [ 45 ] |
|        |         | Гастон-Эмиль Сумьяло Эте Тамбве (1922—2007) фр. Gaston-Emile Soumialot Ete Tambwe | 27 мая 1965     | 6 августа 1965 | Национальный совет освобождения | Президент Верховного совета Конголезской революции фр. Président du Conseil Suprême de la Révolution Congolaise | [ 44 ] [ 46 ] |

## Республика Заир (1971—1997)
29 октября 1971 года Национальное собрание утвердило новое название страны — Республика Заир (фр. République du Zaïre), в 1974 году оно было закреплено в новой конституции, кодифицировавшей однопартийную систему во главе с Народным движением революции (членами которой объявлялись все граждане страны по праву рождения) и закреплявшей статус мобутизма как государственной идеологии. Восстановление политического плюрализма было осуществлено президентом 24 апреля 1990 года.
В 1996 году из Руанды в восточные районы страны вторглись вооружённые отряды хуту, спровоцировавшие геноцидом местных тутси гражданскую войну. Против Мобуту выступил Альянс демократических сил за освобождение Конго-Заира (АДСОКЗ) во главе с Лораном-Дезире Кабилой. К восставшим также присоединились тутси, обвинившие правительство в попустительстве хуту. К весне 1997 года отряды АДСОКЗ продвинулись вглубь страны и 17 мая вошли в столицу Заира — Киншасу. Президент был свергнут, власть перешла к Кабиле, стране возвращено прежнее название — «Демократическая Республика Конго».
|           | Портрет        | Имя (годы жизни) | Полномочия      | Полномочия     | Партия                      | Выборы       | Наименование должности                              | Пр.           |
| Начало    | Портрет        | Имя (годы жизни) | Окончание       |                | Партия                      | Выборы       | Наименование должности                              | Пр.           |
| --------- | -------------- | --- | --------------- | -------------- | --------------------------- | ------------ | --------------------------------------------------- | ------------- |
| 2 (I—III) |                | Мобуту Сесе Секо Куку Нгбенду ва за Банга (1930—1997) фр. Mobutu Sese Seko Kuku Ngbendu Wa Za Banga (урожд. Жозеф-Дезире Мобуту фр. Joseph-Désiré Mobutu) | 29 октября 1971 | 5 декабря 1977 | Народное движение революции | [ комм. 23 ] | Президент Республики фр. Président de la République | [ 42 ] [ 43 ] |
| 2 (I—III) | 5 декабря 1977 | Мобуту Сесе Секо Куку Нгбенду ва за Банга (1930—1997) фр. Mobutu Sese Seko Kuku Ngbendu Wa Za Banga (урожд. Жозеф-Дезире Мобуту фр. Joseph-Désiré Mobutu) | 5 декабря 1984  | 1977           | Народное движение революции |              | Президент Республики фр. Président de la République | [ 42 ] [ 43 ] |
| 2 (I—III) | 5 декабря 1984 | Мобуту Сесе Секо Куку Нгбенду ва за Банга (1930—1997) фр. Mobutu Sese Seko Kuku Ngbendu Wa Za Banga (урожд. Жозеф-Дезире Мобуту фр. Joseph-Désiré Mobutu) | 17 мая 1997     | 1984           | Народное движение революции |              | Президент Республики фр. Président de la République | [ 42 ] [ 43 ] |

## Демократическая Республика Конго (с 1997)
17 мая 1997 года Альянс демократических сил за освобождение Конго-Заира вернул стране прежнее название — Демократическая Республика Конго (фр. République Démocratique du Congo). Пришедший к власти Лоран-Дезире Кабила сразу же удалил своих бывших союзников тутси из структур власти, санкционировал высылку из страны всех иностранных чиновников-тутси. Политика Кабилы привела к новой гражданской войне, в которую также были вовлечены граничащие с ДР Конго государства. В 2001 году в ходе войны Кабила был убит. Главой государства временно был назначен его сын — Жозеф. В 2003 году в ходе переговоров между правительством ДРК и оппозицией было достигнуто соглашение об урегулировании конголезского кризиса. Был установлен трёхлетний переходный период, завершившийся выборами президента и выборами в Национальное собрание на основе принятой на состоявшемся 18—19 декабря 2005 года референдуме новой конституции (обнародована 18 февраля 2006 года). Современный политический режим полу-официально именуется «Третья республика» (фр. La 3e république).
|           | Портрет         | Имя (годы жизни)                                                              | Полномочия      | Полномочия                                 | Партия                                                 | Выборы                                              | Наименование должности                                                    | Пр.           |
| Начало    | Портрет         | Имя (годы жизни)                                                              | Окончание       |                                            | Партия                                                 | Выборы                                              | Наименование должности                                                    | Пр.           |
| --------- | --------------- | ----------------------------------------------------------------------------- | --------------- | ------------------------------------------ | ------------------------------------------------------ | --------------------------------------------------- | ------------------------------------------------------------------------- | ------------- |
| 3         |                 | Лоран-Дезире Кабила (1939—2001) фр. Laurent-Désiré Kabila                     | 17 мая 1997     | 16 января 2001                             | Альянс демократических сил за освобождение Конго-Заира | [ комм. 20 ]                                        | Президент Республики фр. Président de la République                       | [ 51 ] [ 52 ] |
| и. о.     |                 | Жозеф Кабила Кабанге (1971—) фр. Joseph Kabila Kabange                        | 17 января 2001  | 26 января 2001                             | Альянс демократических сил за освобождение Конго-Заира | [ комм. 26 ]                                        | Временный президент Республики фр. Président intérimaire de la République | [ 53 ] [ 54 ] |
| 4 (I—III) | 26 января 2001  | Жозеф Кабила Кабанге (1971—) фр. Joseph Kabila Kabange                        | 6 декабря 2006  | Народная партия реконструкции и демократии | [ комм. 28 ]                                           | Президент Республики фр. Président de la République |                                                                           | [ 53 ] [ 54 ] |
| 4 (I—III) | 6 декабря 2006  | Жозеф Кабила Кабанге (1971—) фр. Joseph Kabila Kabange                        | 20 декабря 2011 | Народная партия реконструкции и демократии | 2006                                                   | Президент Республики фр. Président de la République |                                                                           | [ 53 ] [ 54 ] |
| 4 (I—III) | 20 декабря 2011 | Жозеф Кабила Кабанге (1971—) фр. Joseph Kabila Kabange                        | 24 января 2019  | Народная партия реконструкции и демократии | 2011                                                   | Президент Республики фр. Président de la République |                                                                           | [ 53 ] [ 54 ] |
| 5 (I—II)  |                 | Феликс-Антуан Чисекеди Чиломбо (1963—) фр. Félix-Antoine Tshisekedi Tshilombo | 24 января 2019  | 20 января 2024                             | Союз за демократию и социальный прогресс               | Президент Республики фр. Président de la République | 2018                                                                      | [ 55 ] [ 56 ] |
| 5 (I—II)  | 20 января 2024  | Феликс-Антуан Чисекеди Чиломбо (1963—) фр. Félix-Antoine Tshisekedi Tshilombo | действующий     | 2023                                       | Союз за демократию и социальный прогресс               | Президент Республики фр. Président de la République |                                                                           | [ 55 ] [ 56 ] |